# Găneasa (Ilfov megye)
Găneasa község és falu Ilfov megyében, Munténiában, Romániában. A hozzá tartozó települések: Cozieni, Moara Domnească, Piteasca valamint Șindrilița.

## Fekvése
A megye keleti részén található,  a megyeszékhelytől, Bukaresttől, tizennyolc kilométerre északkeletre, a  Pasărea, Piteasca és Șindrila folyók mentén.

## Története
A 19. század végén Moara Domnească néven, a község Ilfov megye Dâmbovița járásához tartozott és Moara Domnească, Șindrilița valamint Găneasa falvakból állt, összesen 1180 lakossal. A község tulajdonában volt egy iskola és két templom, egy-egy Găneasa illetve Moara Domnească falvakban. A község mai területén ezen időszakban létezett egy másik község is, Piteasca-Pasărea, mely Piteasca (községközpont), Pasărea és Cozieni falvakból állt, összesen 1003 lakossal. Ebben a községben is működött már ekkor egy iskola valamint négy templom, kettő a Pasărea kolostorban, egy-egy pedig Cozieni illetve Piteasca falvakban.
1925-ös évkönyv szerint Moara Domnească községnek 1066 lakosa volt és Ilfov megye Pantelimon járásához tartozott. Piteasca-Pasărea község pedig ugyanazon járás része volt, 1804 lakossal.
1950-ben közigazgatási átszervezés alapján, a község felvette a Găneasa nevet és kialakították a mai községi határokat, miután megszüntették Piteasca-Pasărea községet, melynek Piteasca és Cozieni falvait Găneasa községhez, míg Pasărea települést Brănești községhez csatolták.Găneasa ugyancsak ekkor került a 23 August rajonhoz.
1968-ban ismét megyerendszert vezettek be az országban, a község az újból létrehozott Ilfov megye része lett. 1981-től az Ilfovi Mezőgazdasági Szektor része lett, egészen 1998-ig, amikor ismét létrehozták Ilfov megyét.

## Lakossága
| Nemzetiségek | 2002 | 2002   |
| ------------ | ---- | ------ |
| Románok      | 3502 | 83,26% |
| Romák        | 700  | 16,64% |
| Magyarok     | 2    | 0,04%  |
| Ukránok      | 1    | 0,02%  |
| Szerbek      | 1    | 0,02%  |
| Összesen     | 4206 | 100,0% |